# Parasyrphus malinellus
Parasyrphus malinellus là một loài ruồi trong họ Ruồi giả ong (Syrphidae). Loài này được Collin mô tả khoa học đầu tiên năm 1952. Parasyrphus malinellus phân bố ở vùng Cổ Bắc giới (Đan Mạch)